# Catocala umbrosa
Catocala umbrosa là một loài bướm đêm thuộc họ Erebidae. Loài này có ở Missouri và Louisiana phía đông đến Florida và phía bắc qua New Jersey tới Massachusetts và Quebec.
Con trưởng thành bay từ tháng 4 đến tháng 8. Có một lứa một năm.